# George Parker (Leichtathlet)
George Parker (George R. Parker; * 1896; † 18. Juni 1974) war ein australischer Geher.
Bei den Olympischen Spielen 1920 in Antwerpen gewann er Silber im 3000-Meter-Gehen. Beim 10.000-Meter-Gehen erreichte er nicht das Ziel.
1920, 1922 und 1926 wurde er sowohl über eine Meile wie auch über drei Meilen australasiatischer Meister.